# Bruno (webstrip)
Bruno is een webstrip geschreven en getekend door Christopher Baldwin. Baldwin begon de strip 1 januari 1996, en bracht de laatste strip uit op 14 februari 2007. Het is een verhalende strip over het leven van een tot introspectie geneigde jonge vrouw, en speelt in de werkelijke wereld. Haar ongebruikelijke naam komt van de Italiaanse filosoof Giordano Bruno.

## Thema's en literaire stijl
Bruno behandelt, vaak controversiële, kwesties in het dagelijkse leven van de hoofdpersoon en haar vrienden. Kwesties die aan de orde zijn gekomen zijn onder andere homoseksualiteit, religie, depressie, politiek en een reizend circus. De strip wordt gekenmerkt door een grote hoeveelheid dialoog tussen de karakters, vaak vol levensangst, soms onderbroken door een enkel paneel met een contemplatieve scène zonder woorden. De verhaallijnen volgen het leven van Bruno (enigszins autobiografisch wanneer ze college verlaat, vrienden in diverse Amerikaanse steden bezoekt, op reis gaat naar Europa, relaties aangaat en loslaat, en haar roman publiceert. Daar de tijdlijn de werkelijke tijd volgt zien we Bruno langzamerhand groeien van een student met een vrije geest naar een meer contemplatieve vrouw. Haar zoektocht om haar plek in het leven te vinden verandert, maar blijft een belangrijk thema van de strip.

## Tekenstijl
De stijl van de tekeningen is voornamelijk naturalistisch en gedetailleerd, met een zweem van karikatuur in de karakters. De achtergronden zijn meestal werkelijk bestaande locaties, met potlood overgenomen als zwart-wittekeningen en gearceerd. De karakters zijn getekend als weergave van echte personen maar met hun eigen stijlkarakteristieken. Het gezicht van Bruno is min of meer gebaseerd op een schets van een engelengezicht door Leonardo da Vinci.